# Nigel Davies
Nigel Rodney Davies (* 31. Juli 1960 in Southport) ist ein englischer Schachspieler und -trainer.

## Leben
1979 wurde er britischer Juniorenmeister U21. 1982 errang er den Titel eines Internationalen Meisters. 1987 gewann er die britische Meisterschaft im Schnellschach. Von 1991 bis 1993 spielte er für den israelischen Schachverband. Seit 1993 ist er Großmeister. Seit 1994 arbeitet er als Schachtrainer und verfasste zahlreiche Schachbücher sowie Lehrvideos. Von 2003 bis 2007 war er als Trader für einen Hedgefonds tätig.
Seit dem im August 2009 in London ausgetragenen Staunton-Memorial hat Davies keine gewertete Partie mehr gespielt und wird daher bei der FIDE als inaktiv geführt.

## Mannschaftsschach

### Nationalmannschaft
1989 spielte er bei der Mannschaftseuropameisterschaft am Spitzenbrett für Wales und erzielte 5,5 Punkte aus 9 Partien. Mit der englischen Mannschaft nahm er an der Qualifikation zur Mannschaftseuropameisterschaft 1983 teil.

### Vereinsschach
In der britischen Four Nations Chess League spielte Davies in der Saison 1997/98 beim Barbican Chess Club, in der Saison 1999/2000 bei White Rose, von 2003 bis 2007 bei Numerica 3Cs (ab 2005 3Cs) und von 2007 bis 2009 bei The Gambit ADs. In der deutschen Schachbundesliga spielte Davies in der Saison 1985/86 für den SK Zehlendorf und in der Saison 1987/88 für den SC Kreuzberg.

## Veröffentlichungen

### Bücher
- The chess player's battle manual (1998)
- The power chess program (2 Bände, 1998 und 1999)
- Alekhine's defence (2001)
- Taming the Sicilian (2002)
- The Grünfeld defence (2002)
- The Veresov (2003)
- The dynamic Reti (2004)
- The Trompowsky (2005)
- Play 1 e4 e5! (2005)
- Gambiteer (2 Bände, 2007)
- Starting out: The Modern (2008)
- Play the Catalan (2009)

### Videos
- The Pirc Defence (2007)
- 1. … d6 universal (2007)
- The Accelerated Dragon (2007)
- 1. e4 for the creative attacker (2007)
- King’s Indian Attack (2008)
- Chess for scoundrels (2008)
- London System (2008)
- The Colle System (2008)
- Torre Attack (2008)
- The Tarrasch Defence (2008)
- The English Opening (2008)
- The Scotch game (2009)
- How to beat younger players (2009)
- A busy person's opening system (2009)